# ベイビーレイズJAPAN
ベイビーレイズJAPAN（ベイビーレイズジャパン、英: BABYRAIDS JAPAN）は、日本の女性アイドルグループ。レプロエンタテインメント所属、レーベルはポニーキャニオン。2012年にベイビーレイズとして結成、2015年にベイビーレイズJAPANへ改名した。2018年に解散。

## 概要
2012年5月にベイビーレイズとして結成。グループ名のベイビー（baby）は「かわいこちゃん」という意味だが、一方でレイズ（raids）には「不意の襲撃（奇襲）、強襲」などの意味がある。その名のとおり人気アイドルグループのライブやイベント会場に乗り込んではファンの獲得（乗り込んだグループのファンを奪う＝乗っ取り）を目指すというプロモーション手法をとっており、オフィシャルサイトでは「乗り込み! 乗っ取り!! アイドル」と称していた。命名はプロデュースしたかながわIQ。
定期イベントを行っていたポニーキャニオン本社のある虎ノ門にちなんで虎をモチーフとしたガオーポーズや指サイン、虎図柄のグッズ、虎マークなどを採用していた。
同じ事務所の先輩でもある元アイドリング!!!の菊地亜美が結成時から関わっていた。公式に「菊地亜美パイセン（アイドリング!!!16号）のもと集められた」と紹介され、パイセン（先輩）役として動画にもたびたび登場してグループ名やデビューの日程も菊地から発表された。
2012年9月にCDデビュー。
デビューから2年後までに日本武道館公演ができなければ解散という公約があったが、2014年12月に日本武道館公演を開催して解散は回避された。
2015年にベイビーレイズJAPANへ改名した。
日本一のアイドルになること、日本武道館を満員にすること、紅白歌合戦への出場などの目標が掲げられていたが、ノルマや公約ではなかった。また、活動理念として「EMOTIONAL IDOROCK」を掲げメンバーそれぞれの個性に合わせたビジュアルに変更された。合わせてトレードマークとして口蓋垂をイメージしたアイドロックマークが採用された。
2018年9月24日に山中湖交流プラザきららで開催された野外ライブをもって解散した。

### 虎ノ門道場
菊地の考案により虎ノ門にあるポニーキャニオン本社一階イベントスペースにおいて、週一回程のペースで公開練習、公開自主練、公開稽古などと称してフリーイベントを実施した。#3以降はMr.カトゥー（レプロ広報社員）がMCを務め、毎回客席の拍手で優勝者を決めた。当初はCDデビューまでとされていたが、2015年3月まで継続された。
第一章（#1：2012年7月 - #12：2012年9月）
総合優勝・高見奈央
ゲスト・大川パイセンほか
第二章（#13：2012年10月 - #57：2015年3月31日）
ゲスト・ラッキィ池田、トミドコロ、福田良平（ラジオ日本プロデューサー）、清水富美加、菊地パイセン、AMEMIYA、エハラマサヒロ、つぶやきシローほか

### 乗り込み・乗っ取り
グループコンセプトである乗り込み・乗っ取り活動として他グループのライブやイベント会場に赴き、ライブを行うことを直談判したり会場周辺でティッシュやチラシを配る活動を行った。また、都内各所でゲリラライブやゲリラチラシ配りを行った。
2012年
9月18日、AKB48じゃんけん大会 日本武道館前 ティッシュ配り
10月8日、アイドリング!!!ニコはちライブ第一部 ニコファーレ 乗り込み
11月5日、ももいろクローバーZ 日本武道館前 ティッシュ配り
11月26日、YGA LIVE 2012 ルミネtheよしもと 乗り込み
2013年
2月13日、小桃音まい 1stアルバム記念イベ ポニキャン1F 乗り込み
4月13日、ももいろクローバーZライブ 西武ドーム前 チラシ配り
5月6日、9nineライブ ZeppTokyo前 チラシ配り
5月6日、Cheeky Paradeライブ 新宿BLAZE 乗り込み
9月9日、℃-uteライブ 日本武道館前 ティッシュ配り
2014年
2月27日、アイドルプラネットライブ duo MUSICE EXCHANGE 乗り込み
3月1日、BABYMETALライブ 日本武道館前 チラシ配り
3月15日、ももいろクローバーZライブ 国立競技場前 チラシ配り
4月6日、AKB48リクエストアワー さいたまスーパーアリーナ ティッシュ配り
4月12日、AKB48全国握手会 西武ドーム前 ティッシュ配り
4月15日、私立恵比寿中学ライブ 日本武道館前 ティッシュ配り
5月28日、UNIDOL2014 Summer関東予選 原宿アストロホール 乗り込み
2016年
2月17日、UNIDOL2015-16 Winter決勝大会 新木場コースト 乗り込み

## メンバー
| 名前                     | 愛称       | 生年月日（年齢）       | 出身地   | 備考     |
| ------------------------ | ---------- | ---------------------- | -------- | -------- |
| 大矢梨華子 おおや りかこ | リコピン   | 1996年10月30日（28歳） | 滋賀県   |          |
| 傳谷英里香 でんや えりか | でんちゃん | 1995年11月2日（29歳）  | 千葉県   | リーダー |
| 林愛夏 はやし まなつ     | まなつ     | 1995年7月14日（30歳）  | 神奈川県 | センター |
| 高見奈央 たかみ なお     | なおすけ   | 1996年11月28日（28歳） | 三重県   |          |
| 渡邊璃生 わたなべ りお   | りおトン   | 2000年3月8日（25歳）   | 神奈川県 |          |

## 略歴
2012年
5月6日、レプロエンタテインメント所属の5人で結成。じゃんけんで勝ち抜いた傳谷が仮リーダーに決定。
6月4日、YouTube上で公式動画を公開。
6月6日、公式ウェブサイトとTwitterを開設してグループ名を発表。プロモーション活動に尽力するアルバイトを一般から募集。
7月1日、『アイドル横丁夏祭り!!〜2012〜』（新木場・STUDIO COAST）で初お披露目。
8月5日、『TOKYO IDOL FESTIVAL 2012』に出演。MC菊地亜美から、CDデビューの日が告げられた。
8月19日、同じ事務所に所属する9nineのライブ『野音の9nine 〜真夏に9nineを連れ出そう〜』にオープニングアクトとして出演。
9月6日、ファンの呼称が「虎ノ門ガーディアン」略して「虎ガー」に決定。
9月18日、『AKB48 29thシングル選抜じゃんけん大会』会場の日本武道館と九段下駅の間の路上（北の丸公園入り口）でグループ名の入ったポケットティッシュをメンバーとMr.カトゥーで配布。
9月26日、デビューシングル「ベイビーレイズ」発売。
9月29日、菊地亜美よりセカンドシングル発売とLevel2に突入する旨が発表された。
10月8日、アイドリング!!!の定期ライブ『ニコはちライブ』に乗り込み出演。
12月19日、2ndシングル「ベイビーレボリューション」発売。
2013年
3月9日、ベイビーレイズ初ワンマンライブ『ベイビーレイズ伝説の3回まわし』を新宿LOFTで開催。
3月27日、3rdシングル「JUMP」発売。また、ラジオ日本において「ベイビーレイズ大矢・高見の虎 - 刻ラジオ(仮)」がスタート。
4月11日、第1回定期ライブ『虎視眈眈Vol.1』を下北沢GARDENで開催。
8月11日、渋谷O-EASTでワンマンライブ『ベイビーレイズ伝説の雷舞!-虎軍奮闘-』を開催。
9月11日、5thシングル「暦の上ではディセンバー」発売。
12月18日、1stDVD『ベイビーレイズ伝説の雷舞!-虎軍奮闘-』を発売。
12月22日、フェス型ライブ『ベイビーレイズ伝説の雷舞!-猛虎襲来-』を新木場STUDIO COASTで開催。
2014年
3月25日・4月2日・3日、東名阪ツアー『Re虎威〜虎今東西エイエイガオー!〜』を開催。
7月2日、1stアルバム『自虎紹介』を発売。
7月13日、日比谷野外音楽堂でワンマンライブ『ベイビーレイズ伝説の雷舞!-頑虎一徹-』を開催。
9月20日、「1万人の署名を集めることができたら日本武道館開催決定」というミッションをクリアし年内の日本武道館開催を決定した。2か月間の署名数は「13872名」であった。
12月18日、日本武道館にてライブを開催。この席上で2015年より「ベイビーレイズJAPAN」にグループ名を改めることが発表された。
2015年
1月22日、『ベイビーレイズJAPAN 目指せ全国制覇』をLoGiRLから配信開始。
3月18日、3rdDVD『ベイビーレイズ伝説の雷舞!-虎虎壱番-〜とりあえず生!生!生!生!生!で見てくれ武道館〜』を発売。
3月31日、虎ノ門道場最終回。
4月1日、9thシングル「栄光サンライズ」発売。TORANOMON CIRCLE #1開催。
6月19日、『ベイビーレイズJAPAN SPRING TOUR 2015〜IDOROCK SENSATION』ツアーファイナルが川崎CLUB CITTA'で開催された。
7月21日、『ベイビーレイズJAPAN SHOUT THE IDOROCK!!』をKawaiian TVで放送開始。
7月28日、『ベイビーレイズJAPAN IDOROCK CHANNEL』をKawaiian Plusから配信開始。
2016年
5月21日、『ベイビーレイズJAPAN LIVE TOUR 2016〜ROAD TO EMOTIONAL IDOROCK FES.』ツアーファイナルが新宿ReNYで開催された。
7月8日、7月9日、フランスパリで行われたJAPAN EXPOへ出演。
9月21日、2ndアルバム『ニッポンChu!Chu!Chu!』を発売。
10月6日〜9日、初の主催フェス『EMOTIONAL IDOROCK FES. 69時間パーティー!パーティー!!ファイヤー!!!』を開催。
11月14日、警視庁より「危険ドラッグ撲滅大使」に任命された。
2017年
4月3日、テレビ東京で『下町ロケバラエティ番組 浅草ベビ9』 放送開始。
4月6日、テレビ埼玉で『熱波』放送開始。
4月9日、『ベイビーレイズJAPAN野外ワンマン3連戦 "晴れも!雨も!大好き!!" 〜日比谷でクレイジーピクニック〜』が開催された。
6月24日、『ベイビーレイズJAPAN野外ワンマン3連戦 "晴れも!雨も!大好き!!" 〜海辺で有頂天バカンス〜』は稲毛海浜公園 野外音楽堂で開催された。
8月2日、14thシングル「○○○○○」発売。
9月20日、ミニ・アルバム『THE BRJ』発売。
9月24日、『ベイビーレイズJAPAN野外ワンマン3連戦 "晴れも!雨も!大好き!!"【ファイナル】〜みんなでエモーショナルアドベンチャー!〜』が東武動物公園で開催された。
10月26日、「全国シティプロモーションサミット2017 in Shinagawa」のオープニングステージで品川区の区政70周年を記念して作成されたシティプロモーション動画&楽曲の主演と歌唱に参加したことを発表。PR楽曲は「Promise 〜シナガワにきっと〜」。本動画は品川区のキャッチコピーである「わ!しながわ」をテーマに区長（関根勤）の娘役に扮したメンバーが品川区の5つのスポットを訪れ、そこで品川区の魅力に出会っていくというストーリー。各スポットで品川区民やご当地キャラと共にダンス。ラストシーンのしながわ中央公園では200人以上の区民エキストラとともに一斉にダンスを行った。ベイビーレイズJAPANと品川区の関連については、レプロの本社の所在地が品川区上大崎に所在することに由来する。
2018年
7月25日、同年9月24日をもって解散することを発表。
9月24日、山梨・山中湖交流プラザきららにて、ラストライブ『ベイビーレイズJAPAN LAST LIVE「全虎が啼いた!伝説の最高雷舞（クライマックス）」』を開催。解散した。

## 作品
順位はオリコン週間ランキング最高位。

### シングル
| #  | 発売日         | タイトル                                          | 順位 |
| -- | -------------- | ------------------------------------------------- | ---- |
| 1  | 2012年9月26日  | ベイビーレイズ                                    | 19位 |
| 2  | 2012年12月19日 | ベイビーレボリューション                          | 15位 |
| 3  | 2013年3月27日  | JUMP                                              | 22位 |
| 4  | 2013年7月31日  | ベイビーアンビシャス!                             | 15位 |
| 5  | 2013年9月11日  | 暦の上ではディセンバー                            | 06位 |
| 6  | 2014年1月29日  | 恋はパニック                                      | 08位 |
| 7  | 2014年5月14日  | ぶっちゃけRock'n はっちゃけRoll/ ベイビーステップ | 04位 |
| 8  | 2014年11月26日 | 虎虎タイガー!!                                    | 05位 |
| 9  | 2015年4月1日   | 栄光サンライズ                                    | 05位 |
| 10 | 2015年8月19日  | Pretty Little Baby                                | 09位 |
| 11 | 2016年1月6日   | 走れ、走れ                                        | 03位 |
| 12 | 2016年5月25日  | 閃光Believer                                      | 11位 |
| 13 | 2017年5月24日  | バキバキ                                          | 15位 |
| 14 | 2017年8月2日   | ○○○○○                                             | 17位 |

#### 会場限定盤
- 2years（2014年12月18日）- 日本武道館会場限定販売

### アルバム
| # | 発売日        | タイトル             | 順位 |
| - | ------------- | -------------------- | ---- |
| 1 | 2014年7月2日  | 自虎紹介             | 14位 |
| 2 | 2016年9月21日 | ニッポンChu!Chu!Chu! | 10位 |
| 3 | 2017年9月20日 | THE BRJ              | 11位 |

### 配信
- ベスト・アルバム『BABYRAIDS JAPAN 2012/05/06-2018/09/24』（2018年9月17日）[15]
- 夜明け Brand New Days（farewell and beginning）（2018年9月26日）

### 映像作品
| # | 発売日         | タイトル                                                                                 |
| - | -------------- | ---------------------------------------------------------------------------------------- |
| 1 | 2013年12月18日 | ベイビーレイズ伝説の雷舞!-虎軍奮闘-                                                      |
| 2 | 2014年7月9日   | ベイビーレイズ伝説の雷舞!-猛虎襲来-                                                      |
| 3 | 2015年3月18日  | ベイビーレイズ伝説の雷舞!-虎虎壱番- 〜とりあえず生!生!生!生!生!で見てくれ武道館〜        |
| 4 | 2015年12月23日 | ベイビーレイズJAPAN SUMMER LIVE 2015                                                     |
| 5 | 2016年7月20日  | ベイビーレイズJAPAN電撃の雷舞!2015 〜史上最“熱”!ちょっと遅めのクリスマス大作戦〜         |
| 6 | 2018年1月24日  | ベイビーレイズJAPAN 5th Anniversary LIVE BOX 『シンデレラたちのニッポンChu!Chu!Chu!』    |
| 7 | 2018年1月24日  | ベイビーレイズJAPAN 5th Anniversary LIVE BOX 『野外ワンマン3連戦“晴れも!雨も!大好き!!”』 |
| 8 | 2018年8月1日   | ベイビーレイズJAPAN LIVE Blu-ray 『BREAK THE LIMIT』                                     |
| 9 | 2018年12月     | BABYRAIDS JAPAN "THE LAST SCENE"                                                         |

### タイアップ
| 楽曲                            | タイアップ                                                                   |
| ------------------------------- | ---------------------------------------------------------------------------- |
| 勇気のうた                      | セダークレスト CMソング                                                      |
| 恋はパニック                    | フジテレビ『 めちゃ×2イケてるッ!』エンディング                               |
| ビッグ☆スター!                  | マックハウスイメージビデオBGM                                                |
| ぶっちゃけRock'n はっちゃけRoll | TBS『王様のブランチ』週間視聴率ランキングBGM                                 |
| ベイビーステップ                | NHK「ベイビーステップ」エンディング                                          |
| 夜明けBrand New Days            | フジテレビ『奇跡体験!アンビリバボー』エンディング                            |
| 走れ、走れ                      | フジテレビ『奇跡体験!アンビリバボー』エンディング                            |
| 閃光Believer                    | フジテレビ『奇跡体験!アンビリバボー』エンディング スーパースポーツゼビオTVCM |
| 勇者ボクの冒険                  | テレビ東京『夕ぎりゲーム学園』エンディング                                   |
| ワハハ                          | 関西テレビ『にじいろジーン』お天気コーナーBGM                                |
| シンデレラじゃいられない        | BSジャパン『女子ソフトボール中継』テーマソング                               |
| Ride On IDOROCK                 | 関西テレビ『にじいろジーン』お天気コーナーBGM                                |
| Ride On IDOROCK                 | テレビ東京『浅草ベビ9』エンディング                                          |
| ニッポンChu!Chu!Chu!            | 関西テレビ『にじいろジーン』お天気コーナーBGM                                |
| BabyKiss                        | テレビ朝日『妄萌がーる。』初回オープニング                                   |
| バキバキ                        | テレビ埼玉『熱波』オープニング                                               |
| ○○○○○                           | 日本テレビ『ナナマルサンバツ』エンディング                                   |
| 僕らはここにいる                | テレビ埼玉『熱波』オープニング                                               |

## ライブ・イベント

### ワンマンライブ・ツアー
- ベイビーレイズ伝説の3回まわし（2013年3月9日、新宿LOFT）
- ベイビーレイズ伝説の雷舞!-虎軍奮闘-（2013年8月11日、渋谷O-EAST）
- ベイビーレイズ TOUR 2013〜虎穴に入らずんば虎ガーを得ず〜（2013年10月 - 2014年1月、12都市）
- ベイビーレイズ伝説の雷舞!-猛虎襲来-（2013年12月22日、新木場STUDIO COAST）
- Re虎威〜虎今東西エイエイガオー!〜（2014年3月 - 4月、東名阪3都市）
- ベイビーレイズ伝説の雷舞!-頑虎一徹-（2014年7月13日、日比谷野外音楽堂）
- ベイビーレイズ TOUR 2014『虎ベリング-THE TRIAL TO BUDOKAN-』（2014年8月、9都市）
- ベイビーレイズ TOUR 2014『虎ベリング-THE TRIAL TO BUDOKAN-』ファイナル〜デビュー2周年記念ライブ〜（2014年9月19日・20日、東京キネマ倶楽部）[18]
- ベイビーレイズ伝説の雷舞『虎虎壱番』〜とりあえず生!生!生!生!生で見てくれ武道館!〜（2014年12月18日、日本武道館）[19]
- ベイビーレイズJAPAN SPRING TOUR 2015〜IDOROCK SENSATION〜（2015年3月 - 6月、19都市）[20][21]
- ベイビーレイズJAPAN SUMMER LIVE 2015
  - -IDOROCK YOU!YES!J!-（2015年7月20日、Zepp Namba）
  - -IDOROCK YOU!AND!CHEESE!-（2015年9月12日、Zepp DiverCity）
  - -IDOROCK 感謝汗激!三周年!汗フェス!-（2015年9月13日、Zepp DiverCity）
- ベイビーレイズJAPAN AUTUMN TOUR 2015〜IDOROCK REVOLUTION〜（2015年10月 - 11月、12都市13日）[22]
- ベイビーレイズJAPAN 電撃の雷舞 2015-史上最"熱"!ちょっと遅めのクリスマス大作戦-（2015年12月28日、TOKYO DOME CITY HALL）
- ROAD TO "EMOTIONAL IDOROCK FES." TOUR（2016年3月 - 5月、9都市13日）[23]
- IDOROCK BEACH PARTY!（2016年7月30日、OTODAMA SEA STUDIO）
- ベイビーレイズJAPANワンマンライブ2016 the Final
  - 〜Ride On Emotional IDOROCK〜（2016年12月28日、赤坂BLITZ）
  - 〜Pretty Little Baby Kiss〜（2016年12月29日、赤坂BLITZ）
  - 〜ニッポンの夜明け〜（2016年12月29日、赤坂BLITZ）
- ベイビーレイズJAPAN野外ワンマン3連戦晴れも!雨も!大好き!!
  - 〜日比谷でクレイジーピクニック〜（2017年4月9日、日比谷野外音楽堂）
  - 〜海辺で有頂天バカンス〜（2017年6月24日、稲毛海浜公園野外音楽堂）
  - 〜みんなでエモーショナルアドベンジャー!〜（2017年9月24日、東武動物公園新ステージ）
- ベイビーレイズJAPAN ワンマンライブ『EMOTIONAL IDOROCK FES. 2017』
  - 〜乙女にくびったけ!〜＜女性限定公演＞（2017年12月14日、新宿LOFT）
  - 〜虎ガースパイラル!〜＜会員限定公演＞（2017年12月20日、東京キネマ倶楽部）
  - 〜僕らはここにいる!〜＜THE BRJ SUPER LIVE＞（2017年12月28日、新木場STUDIO COAST）[24]
- ベイビーレイズJAPANワンマンライブ2018 - Break The Limit -（2018年5月6日、日比谷野外音楽堂）
- ベイビーレイズJAPAN LAST LIVE『全虎が啼いた!伝説の最高雷舞（クライマックス）』（2018年9月24日、山中湖交流プラザ きららシアターひびき）[25][注 8]

### 主催フェス
- EMOTIONAL IDOROCK FES. 69時間パーティー!パーティー!!ファイヤー!!!（2016年10月6日 - 9日、新宿ReNY）[26]
  - 会場の営業時間の関係もあり客席への入場が10:00〜22:00に限定されたため、それ以外の時間帯はバラエティ番組の生配信や出演者のMusic Videoを流すなどして69時間連続のイベントを無事に遂行した。

### 定期公演
- 虎視眈眈Vol.1 - Vol.21（2013年4月 - 2015年7月）
- 虎視眈眈エクストラ（2014年8月22日）
- 虎視眈眈-大阪編・名古屋編（2014年11月）

### 参加フェス
- TOKYO IDOL FESTIVAL 2012（2012年8月5日、お台場・青海周辺エリア）
  - TOKYO IDOL FESTIVAL 2013（2013年7月27日・28日、お台場・青海周辺エリア）
  - TOKYO IDOL FESTIVAL 2014（2014年8月2日・3日、お台場・青海周辺エリア）
  - TOKYO IDOL FESTIVAL 2015（2015年8月1日・2日、お台場・青海周辺エリア）
  - TOKYO IDOL FESTIVAL 2016（2016年8月5日・6日・7日、お台場・青海周辺エリア）
  - TOKYO IDOL FESTIVAL 2017（2017年8月4日・5日・6日、お台場・青海周辺エリア）
  - TOKYO IDOL FESTIVAL 2018（2018年8月5日、お台場・青海周辺エリア）
- @JAM 2013（2013年6月23日、Zepp DiverCity）
  - @JAM 2014（2014年5月31日、Zepp DiverCity）
  - @JAM 2016（2016年5月21日、Zepp DiverCity）
  - @JAM 2017（2017年5月27日、Zepp DiverCity）
- アイドル横丁夏まつり!!〜2012〜（2012年7月1日、新木場STUDIO COAST）
  - アイドル横丁夏まつり!!〜2013〜（2013年7月7日、新木場STUDIO COAST）
  - アイドル横丁夏まつり!!〜2015〜（2015年7月5日、新木場STUDIO COAST）
  - アイドル横丁 夏まつり!!〜2016〜（2016年7月2日・3日、横浜赤レンガパーク）
  - アイドル横丁夏まつり!!〜2017〜（2017年7月8日・9日、横浜赤レンガパーク）
- SUMMER SONIC 2013 SIDE-SHOW MESSE（2013年8月10日、幕張メッセ）
- ROCK IN JAPAN FESTIVAL 2014（2014年8月9日、国営ひたち海浜公園）
- @JAM EXPO 2014（2014年8月31日、横浜アリーナ）
  - @JAM EXPO 2015（2015年8月29日、横浜アリーナ）
  - @JAM×ナタリー EXPO 2016（2016年9月24日・25日、幕張メッセ国際展示場）
  - @JAM EXPO 2017（2017年8月27日、横浜アリーナ）
  - @JAM EXPO 2018（2018年8月25日、横浜アリーナ）
- イナズマロックフェス 2014（2014年9月14日、滋賀・烏丸半島芝生広場）

### 参加ライブ
| 2012年        | 2012年                                                                              | 2012年                                                                     |
| 開催日        | タイトル                                                                            | 会場                                                                       |
| ------------- | ----------------------------------------------------------------------------------- | -------------------------------------------------------------------------- |
| 8月6日        | アイパラ夏休みスペシャル 暑中お見舞い申し上げます!                                  | OTODAMA SEA STUDIO                                                         |
| 8月10日       | 打ち水ウィーク〜有楽町七夕まつり〜                                                  | 有楽町駅前広場                                                             |
| 8月12日       | ウルトラパンチLIVE!! Vol.1                                                          | 梅田芸術劇場シアター・ドラマシティ                                         |
| 8月14日       | NIIGATA IDOL SUMMIT 2012 夏祭り Vol.4                                               | The Planet NIIGATA                                                         |
| 8月19日       | 野音の9nineQUATTRO MIRAGE vs @JAM vol.1                                             | 日比谷野外音楽堂                                                           |
| 8月20日       | 2012夏サカスLIVE!!!                                                                 | 赤坂サカス スターステージ                                                  |
| 8月26日       | ヨコハマアイドルフェスティバル2012 in 横浜アリーナ                                  | 横浜アリーナ                                                               |
| 9月8日        | ウルトラパンチLIVE!!Vol.2                                                           | 渋谷クラブクアトロ                                                         |
| 9月15日       | 【エンタメライブ＠SARU】ファンタスティック                                          | 金山CLUB SARU                                                              |
| 9月16日       | 【エンタメライブ】FUKUOKA IDOL PARADE                                               | 天神ベストホール                                                           |
| 9月17日       | 下北FMアイドル見本市vol.5                                                           | 東放学園映画専門学校 STUDIO Dee                                            |
| 9月22日       | 東京ゲームショウ2012                                                                | 幕張メッセ WeMadeEntertainmentブース                                       |
| 11月2日       | 上智大学 ソフィア祭「エアアイドルグランプリ」                                       | 上智大学 四谷キャンパス                                                    |
| 2013年        |                                                                                     |                                                                            |
| 開催日        | タイトル                                                                            | 会場                                                                       |
| 3月28日       | Our Shining Idol!! 〜いま君に会いたい〜 Spring Festival                             | 新宿LOFT                                                                   |
| 3月30日       | HMVアイドル学園 Presents 日本縦断アイドル乱舞2013                                   | SHIBUYA AX                                                                 |
| 4月27日       | ベイビーレイズからの挑戦状!? VSあやまんJAPAN                                        | 新宿FACE                                                                   |
| 4月28日       | happy Birth Day 17 th radio shonan                                                  | 江の島アイランドスパ                                                       |
| 5月5日        | J-POP1422スペシャル                                                                 | ラジオ日本×東京タワーGO!GO!ラジオ祭り特設会場                              |
| 5月25日       | アイドルLiveStarringVol.4 & 5                                                       | 赤坂BLITZ                                                                  |
| 5月26日       | アイドルフェス in BOAT RACE TAMAGAWA Vol.8                                          | BOAT RACE 多摩川                                                           |
| 6月16日       | SAPPRO IDOL PARADE                                                                  | Sound Lab mole                                                             |
| 7月19日       | (有)申し訳アフタヌーンSP＠代官山UNIT                                                | 代官山UNIT                                                                 |
| 8月1日        | 夏サカス2013                                                                        | デリシャカスステージ                                                       |
| 9月14日       | 第9回大正ロマン柴又宵まつり 音楽ライブ                                              | 寅さん記念館光庭・帝釈天ステージ                                           |
| 9月21日       | 福岡大名祭2013                                                                      | 福岡市立大名小学校                                                         |
| 10月3日       | がんばろう東北デーげんきステージ                                                    | クリネックススタジアム宮城 正面ステージ                                    |
| 10月18日      | MTV81 Presents J-Culture in the Frame at the 26th TOKYO International Film Festival | 六本木ヒルズアリーナ                                                       |
| 11月4日       | BABYRAIDS on NU ART 〜虎舞して目覚める新たな感覚を〜                                | 日本大学藝術学部江古田C大ホール                                            |
| 11月15日      | びっくり伝統文化in台東                                                              | 上野恩賜公園                                                               |
| 11月30日      | SSGリーグGRANDPRIXクライマックスシリーズ                                            | あるあるcityB1Fスタジオ                                                    |
| 12月4日       | AEON DREAM GATE FES                                                                 | 幕張メッセ11ホール                                                         |
| 12月14日      | SAPPORO IDOL PARADE                                                                 | 札幌Sound Labmole                                                          |
| 12月15日      | SAPPORO IDOL PARADE                                                                 | 札幌Sound Labmole                                                          |
| 12月15日      | 小桃音まい全国ツアー ゲスト出演                                                     | 札幌Sound Labmole                                                          |
| 12月24日      | 三鉄"じぇじぇじぇ"サンタカーニバル                                                  | 宮古駅前広場                                                               |
| 2014年        |                                                                                     |                                                                            |
| 開催日        | タイトル                                                                            | 会場                                                                       |
| 1月13日       | 渋谷区新成人を祝う会                                                                | 渋谷公会堂                                                                 |
| 2月6日        | フリージアとショコラ前夜祭                                                          | TSUTAYA O-EAST                                                             |
| 2月11日       | 第56回わんこそば全日本大会2014                                                      | 花巻市文化会館                                                             |
| 2月25日       | カーボン・オフセットメッセージライブ2014                                            | 中野サンプラザ                                                             |
| 3月3日        | display〜アイドル雛祭り〜                                                           | SHIBUYA-AX                                                                 |
| 3月4日        | QUATTRO MIRAGE vs @JAM vol.1                                                        | 渋谷CLUB QUATTRO                                                           |
| 3月7日        | Re虎威の虎威伝説の3回まわし(1)(2)(3)                                                | 六本木LiveSpace虎寅虎                                                      |
| 3月23日       | nonコレ2014(1)(2)                                                                   | 東京ドームシティホール                                                     |
| 4月5日        | TOKYO IDOL GATE vol.2 第一部・第二部                                                | ディファ有明                                                               |
| 4月27日       | LiVE GiRLPOP Vol.3 〜flowery〜                                                      | 中野サンプラザ                                                             |
| 5月10日       | KAWAii!!NiPPONEXPO2014                                                              | 幕張メッセ                                                                 |
| 5月22日       | GiRLPOP×2.5D 「バニラビーンズショーケース”欲張りTV” Vol.2」                         | 渋谷パルコパート1                                                          |
| 6月12日       | アキバで逢いまShowroom Vol.15〜PASSPO☆xベイビーレイズ〜                             | AKIBAカルチャー劇場                                                        |
| 6月19日       | DOUBLE COLOR session.2                                                              | 新宿BLAZE                                                                  |
| 6月30日       | ベイビー祭り〜乗っ取り虎ガー化計画〜                                                | 渋谷サイクロン                                                             |
| 7月19日       | 日本工学院ミュージックカレッジpresents Summer Rise 2014                             | 赤坂BLITZ                                                                  |
| 7月29日       | TSUTAYA on IDOL presents『自虎啓発セミナー己の虎を呼び覚ませ』                      | TSUTAYA O-nest                                                             |
| 8月1日        | 第3回JUNONプロデュースガールズコンテスト                                            | めぐろパーシモンホール                                                     |
| 8月6日        | Girls Storm                                                                         | Zepp DiverCity Tokyo                                                       |
| 8月10日       | PASSPO☆xベイビーレイズ                                                              | 新宿BLAZE                                                                  |
| 8月15日       | SALONKITTY the 20th anniversary "IDLE GOSSIP"Vol.3                                  | 松山サロンキティ                                                           |
| 8月20日       | WALKER HILLS Presents SuG LIVE BATTLE 2014                                          | TSUTAYA O-EAST                                                             |
| 9月7日        | TOKYO IDOL WARS〜群雄割拠〜                                                         | 新木場スタジオコースト                                                     |
| 9月7日        | ASIA IDOL PARADE 2014                                                               | 渋谷club asia                                                              |
| 9月12日       | ファイブスター〜supported by NODご当地アイドルコレクション〜                        | 新宿ReNY                                                                   |
| 9月28日       | TATUMIYAMA音楽祭（スペシャルゲスト）                                                | 巽山公園特設会場（岩手県久慈市）                                           |
| 10月13日      | 本格音楽女子祭 -其の弐-                                                             | ディファ有明                                                               |
| 10月19日      | 第67回自主法政祭多摩地区                                                            | 法政大学多摩キャンパス                                                     |
| 10月31日      | ZOMBIE OR DIE 〜Harajuku Halloween〜 死ぬ気でやればなんでもできる!                  | 表参道GROUND                                                               |
| 12月13日      | 『ウェッサイ!!ガッサイ!! BUSSANTEN IN TOKYO』                                       | Zepp DiverCity Tokyo                                                       |
| 12月22日      | URASUJI.                                                                            | 新宿LOFT                                                                   |
| 2015年        |                                                                                     |                                                                            |
| 開催日        | タイトル                                                                            | 会場                                                                       |
| 1月25日       | うみ・そら・おんがく・おきなわ 2015                                                 | 沖縄県・宜野湾海浜公園屋外劇場                                             |
| 2月1日        | ＠JAM the Field vol.7                                                               | TSUTAYA O-EAST                                                             |
| 2月7日        | ローソンジモドルフェスタライブ                                                      | TOIRO                                                                      |
| 3月14日       | 菊地亜美の1ami9 横浜マラソンスペシャル                                              | パシフィコ横浜展示ホール                                                   |
| 3月26日       | Ustream Sound Gradation                                                             | 新木場スタジオコースト                                                     |
| 5月3日        | アイドル甲子園 in BIG CAT                                                           | BIG CAT                                                                    |
| 5月4日        | 丸亀お城まつり                                                                      | 丸亀城 お堀端ステージ                                                      |
| 5月5日        | ヨコハマカワイイパーク                                                              | 横浜・山下公園                                                             |
| 5月23日       | Super★Premium vol.6                                                                 | ZeppNagoya                                                                 |
| 6月5日        | HIBIKI HALL ROCK ON!! 2015 SPECIAL Gacharic Spin × ベイビーレイズJAPAN              | 福井響のホール                                                             |
| 6月6日        | Tokyo Girls Dream 2015                                                              | ディファ有明                                                               |
| 7月5日        | 音霊 OTODAMA SEA STUDIO                                                             | OTODAMA SEA STUDIO                                                         |
| 7月12日       | SUNBURST2015 -SHIKO CHU BEACH ROCK FESTIVAL-                                        | 愛媛・寒川豊岡海浜公園ふれあいビーチ                                       |
| 7月29日       | ROCK UP!!! vol.1 supported by ナタリー＆@JAM                                        | 渋谷CLUB QUATTRO                                                           |
| 8月3日        | ROCK UP!!! vol.1 supported by ナタリー＆@JAM                                        | 渋谷CLUB QUATTRO                                                           |
| 8月5日        | Union FES 2015 in 新木場STUDIO COAST                                                | 新木場スタジオコースト                                                     |
| 8月12日       | ROCK UP!!! vol.1 supported by ナタリー＆@JAM                                        | 渋谷CLUB QUATTRO                                                           |
| 8月15日       | TOKYO IDOL PROJECT LIVE 1on1 first period 〜ボーダーを破壊せよ!〜                   | 六本木nicofarre                                                            |
| 8月27日       | Amazing Battle Royal                                                                | TSUTAYA O-EAST                                                             |
| 9月4日        | 新宿ReNY 1st ANNIVERSARY IWAI MEDETAYA 2015 part.1                                  | 新宿ReNY                                                                   |
| 10月28日      | KawaiianTV SUPER LIVE 2015 〜1周年はみ〜んな一緒だよっ♡スペシャル〜                 | ヨシモト∞ホール                                                            |
| 11月22日      | @JAM the Field vol.8                                                                | LIQUIDROOM                                                                 |
| 11月23日      | OTODAMA 空フェス 2015 〜冬、空に一番近い祭〜                                        | H.L.N.A SKYGARDEN 野外ステージ                                             |
| 12月1日       | 鶴 47改め94都道府県TOUR「Live&Soul」〜もう、寂しい想いはさせたくない〜              | KYOTO MUSE                                                                 |
| 12月2日       | PiiiiiiiN 夢への試練 3 番勝負!〜ベイビーレイズ JAPAN 編〜                           | 吉祥寺CLUB SEATA                                                           |
| 12月16日      | 本格音楽女子祭-其の十弐-                                                            | TSUTAYA O-EAST                                                             |
| 12月19日      | 音楽女子倶楽部『える!える!える!〜LIVE!LIVE!LIVE!〜』                                | TwinBox AKIHABARA                                                          |
| 12月23日      | e-radio 20th Anniversary SHIGA IDOL COLLECTION 〜2015 X'mas Special〜               | なんばHatch                                                                |
| 2016年        |                                                                                     |                                                                            |
| 開催日        | タイトル                                                                            | 会場                                                                       |
| 1月2日        | 徳井アイドルフェスティバル-其の弐-                                                  | 渋谷TSUTAYA O-EAST                                                         |
| 1月10日       | ニコぶくろ冬フェスタ2016                                                            | 池袋ニコぶくろスタジオ                                                     |
| 1月31日       | iCON DOLL LOUNGE                                                                    | ラフォーレミュージアム原宿                                                 |
| 2月7日        | FUNエンターテイメント presents ノリノリFestival!                                    | 新国立劇場 小劇場                                                          |
| 2月11日       | Draft King:5か月連続!!主催LIVE vol.4                                                | 渋谷 TAKE OFF 7                                                            |
| 2月15日       | UNIDOL2015-16WINTER決勝 シークレットゲスト                                          | 新木場 Studio Coast                                                        |
| 2月29日       | 本格音楽女子祭-其の十四-                                                            | TSUTAYA O-EAST                                                             |
| 3月24日       | Draft King:主催LIVE vol.5                                                           | 渋谷WWW                                                                    |
| 3月26日       | THE MUSMUS PROLOGUE TOUR                                                            | 福岡・LIVE SPOT WOW!                                                       |
| 3月28日       | 徳井アイドルフェスティバル                                                          | 銀座 博品館劇場                                                            |
| 3月30日       | ラジオ日本NEXTサーキット ONE                                                        | 赤坂BLITZ                                                                  |
| 4月10日       | 米子 laughs presents ROCK the NIGHT                                                 | 米子 AZTiC laughs                                                          |
| 4月17日       | Happy Jam 4.Apr                                                                     | カンテレホール なんでもアリーナ                                            |
| 4月24日       | iCON DOLL LOUNGE 〜2016SPRING&SUMMER COLLECTION〜                                   | 日比谷野外音楽堂                                                           |
| 4月24日       | ザ・チャレンジ 10番勝負 2016                                                        | 下北沢 GARDEN                                                              |
| 5月16日       | 清 竜人ハーレムフェスタvol.7                                                        | SHIBUYA TSUTAYA O-EAST                                                     |
| 5月22日       | TOKYO IDOL LIVE                                                                     | AKIBAカルチャーズ劇場                                                      |
| 5月28日       | 淡路島ガールズ・ポップ・フェスティバル                                              | 淡路ワールドパークONOKORO                                                  |
| 6月18日       | 東海DERAハイスクール2016                                                            | オアシス21(銀河の広場)                                                     |
| 6月20日       | LIVEHOLIC 1st Anniversary series Vol.11                                             | 下北沢LIVEHOLIC                                                            |
| 7月8日・9日   | JAPAN EXPO                                                                          | ヴィルパント パリ・ノールヴィルパント展示会場                              |
| 7月14日       | 本格音楽女子祭                                                                      | 渋谷TSUTAYA O-EAST                                                         |
| 7月17日       | Happy Jam 4 .Jul × TOKYO IDOL FESTIVAL 2016 〜Osaka Preview〜                       | 関西テレビ1F カンテレホール なんでもアリーナ                               |
| 7月18日       | hide presents MIX LEMONeD JELLY 2016                                                | 舞浜アンフィシアター                                                       |
| 7月23日       | SENDAI OTO Festival 2016                                                            | 仙台ゼビオアリーナ                                                         |
| 7月23日       | ニコぶくろ夏フェスタ2016                                                            | ニコニコ本社                                                               |
| 7月31日       | CBCラジオ開局65周年CBCラジオ夏まつり2016                                            | 名古屋・栄                                                                 |
| 8月5日        | 新宿LOFT40周年イベント東京STREET2016                                                | 新宿LOFT                                                                   |
| 8月11日       | Happy Jam × ＠JAM 〜真夏のジャムまつりspecial 2016〜                                | 関西テレビ1F カンテレホール なんでもアリーナ                               |
| 8月12日       | "IDLEGOSSIP"Vol4 〜ROAD TO EMOTIONAL IDOROCK FES.〜                                 | 松山サロンキティ                                                           |
| 8月14日       | iCON DOLL LOUNGE                                                                    | Zepp NAGOYA                                                                |
| 8月18日       | BAN! in MAIHAMA                                                                     | 舞浜アンフィシアター                                                       |
| 8月20日       | かき氷とビキニ2016                                                                  | OTODAMA SEA STUDIO                                                         |
| 8月23日       | AZTiC mikame The 10th anniversary event「フューチャー・イズ・ワイルド !!」          | 松江AZTiC canova                                                           |
| 8月24日       | 三成 愛宕神社祭典「あたご祭り」                                                     | 奥出雲三成愛宕神社                                                         |
| 9月3日        | 2016 JAPAN CUP 国際女子ソフトボール大会 in 高崎 始球式                              | 高崎市城南野球場                                                           |
| 9月11日       | Dancing Dolls 4th Anniversary Party〜ダンスングレイズ〜                             | 渋谷duo MUSIC EXCHANGE                                                     |
| 9月22日       | テレビ大阪YATAIフェス!2016                                                          | 大阪城公園 太陽の広場                                                      |
| 10月15日      | スポーツ・オブ・ハートミュージックフェス2016                                        | 代々木第一体育館                                                           |
| 11月5日       | 筑波大学「雙峰祭」                                                                  | 筑波大学                                                                   |
| 11月10日      | 米子松陰高校文化祭サプライズライブ                                                  | 米子松陰高校                                                               |
| 11月15日      | 警視庁危険ドラッグ撲滅都民大会                                                      | 東京芸術劇場                                                               |
| 12月7日       | UNIDOL 2016-17 Winter関東予選                                                       | 新宿ReNY                                                                   |
| 12月12日      | KawaiianTV SUPER LIVE 2016 〜み〜んな一緒だよっ❤スペシャル〜                        | 品川ステラボール                                                           |
| 2017年        |                                                                                     |                                                                            |
| 開催日        | タイトル                                                                            | 会場                                                                       |
| 1月2日        | TOKYO IDOL PROJECTx@JAMニューイヤープレミアムパーティー2017                         | お台場・青海周辺エリア                                                     |
| 1月14日       | メ〜テレ開局55周年記念BOMBER-E LIVE CIRCUIT                                         | SPADE BOX                                                                  |
| 1月26日       | 日本工学院ミュージックカレッジpresents Xinobi Festival'17                           | TSUTAYA O-EAST                                                             |
| 3月11日       | MASTER PEACE'17                                                                     | 仙台MACANA                                                                 |
| 3月18日       | 野外ワンマン3連戦開幕直前スペシャルライブ                                           | 東京ドームシティ ラクーア                                                  |
| 4月23日       | CONNECT歌舞伎町MUSICFESTIVAL2017                                                    | 歌舞伎町シネシティ広場野外ステージ                                         |
| 5月23日       | レナのアイドル図鑑バニラ味オンステージ#1                                            | 青山Rizm                                                                   |
| 6月3日        | Gacharic Spin自主企画ライブな・な・なんと7日間!!!!!!!〜名古屋編〜                   | ell.FISTALL                                                                |
| 7月15日       | @JAM 上海 2017                                                                      | 万代南夢宮上海文化センター 夢想劇場（DREAM HALL）                          |
| 7月16日       | ALL JAPAN IDOL FESTIVAL DAY2 JCIS上海2017                                           | 万代南梦宫上海文化中心 梦想剧场（DREAM HALL）                              |
| 8月7日        | 高校生クイズ×ナナマル サンバツ コラボイベント「超QUIZ☆SUMMER!」                     | 日本テレビタワー「超汐留パラダイス-2017 SUMMER-」汐パラ☆ビアカフェステージ |
| 9月9日        | J-POP SUMMIT 2017                                                                   | フォートメーソンセンター（米国サンフランシスコ）                           |
| 10月28日      | DOGIMAZUN 2017〜Helloween Night Special!!〜                                         | BIGCAT                                                                     |
| 11月4日       | 芝浦工業大学「芝浦祭」                                                              | 芝浦工業大学豊洲キャンパス 野外ステージ                                    |
| 12月3日       | 八王子ポカポカフェスタ                                                              | エスフォリタアリーナ八王子                                                 |
| 2018年        |                                                                                     |                                                                            |
| 開催日        | タイトル                                                                            | 会場                                                                       |
| 1月22日       | DJダイノジpresents 虎虎フェスティバル                                               | 鳥取・米子AZTiC laughs                                                     |
| 3月8日        | THE IDOL FRONT FESTA                                                                | マイナビBLITZ赤坂                                                          |
| 3月10日・11日 | @JAM×TALE in Hong Kong 2018                                                         | 香港・Music Zone＠E-Max                                                    |
| 3月18日       | 広島みなとフェスタ                                                                  | 広島みなと公園                                                             |
| 3月19日       | Canvacance vol.4                                                                    | 広島・SECOND CRUTCH                                                        |
| 3月21日       | IBSA ブラインドサッカーワールドグランプリ 2018                                      | 品川・天王洲公園                                                           |
| 3月22日       | #卒おめ!2018                                                                        | Zepp DiverCity                                                             |
| 4月8日        | 浅草45 お披露目イベント（1部・2部）                                                 | 浅草九劇                                                                   |
| 5月4日        | あゆみくりかまき Presents 尊敬という名のGIG SP supported by uP!!!                   | Zepp Tokyo                                                                 |
| 5月26日       | @JAM 2018                                                                           | Zepp DiverCity                                                             |
| 6月16日       | PASSPOててでる対バンツアー                                                          | 東京キネマ倶楽部                                                           |
| 6月19日       | ミオヤマザキ「ミオフェス2018」                                                      | 恵比寿LIQUIDROOM                                                           |
| 6月24日       | SYACHI FES 2018 powered by FREEDOM NAGOYA                                           | 愛知・大高緑地公園特設ステージ                                             |
| 7月28日       | 六本木アイドルフェスティバル2018                                                    | 六本木ヒルズアリーナ                                                       |

## 出演

### テレビ
- 大矢梨華子&高見奈央の2人で乗り込み隊!乗っ取り隊!（2013年5月 - 2014年6月、アイドル専門チャンネルPigoo）
- ベビレって誰だよ!?（2014年12月1日 - 5日、テレビ東京）
- ベイビーレイズJAPAN SHOUT THE IDOROCK!!（2015年7月 - 2017年4月、Kawaiian TV）
- 下町ロケバラエティ番組 浅草ベビ9（2017年4月 - 9月、テレビ東京）[36]
- 熱波（2017年4月6日 -、テレビ埼玉）
- 下町ロケバラエティ番組 浅草うず九（2018年1月 - 4月、テレビ東京）

ゲスト
- SMAP×SMAP（2013年8月26日、フジテレビ） - 「S-Live」のコーナーでSMAPと共演。
- ミュージックステーション（2013年9月6日、テレビ朝日）
- しゃべくり007（2013年12月9日、日本テレビ）
- 第64回NHK紅白歌合戦（2013年12月31日、NHK総合・ラジオ第1）
  - あまちゃん特別編に「GMTスペシャルユニット feat. アメ横女学園」として、アメ横女学園のコスチュームで出演。21時以降のため、渡邊は出演していない。
- TOKYO IDOL TV（2015年11月20日、12月4日、2016年3月10日、3月17日、フジテレビ）- ゲストMC
- アイドル New YEAR サミット 2016（2016年1月1日、フジテレビ）- 新春!アイドル一発かくし芸大会コーナーMC
- 指原議長とアイドル国会（2016年12月22日、フジテレビ）- 傳谷、大矢、高見

### ラジオ
- ベイビーレイズJAPAN 大矢・高見のしゃべりスタ!（2013年4月 - 2018年9月、ラジオ日本）- グループ解散後もタイトルを変えて継続。
- 古坂大魔王のアイドル倶楽部（2014年4月 - 2015年9月、ニッポン放送）

### ネットテレビ
- ぽにきゃん!アイドル倶楽部（2013年2月 - 2017年12月、ニコニコ生放送、隔週月曜日放送）
- ベイビーレイズ武道館前の秘密集会（2014年10月28日 - 12月22日、SHOWROOM）
- ベイビーレイズJAPAN 目指せ!全国制覇! (2015年1月22日 - 2016年6月17日、LoGiRL）
- ベイビーレイズJAPAN IDOROCK CHANNEL (2015年7月28日 - 2016年6月28日、Kawaiian Plus!）
- ベイビーレイズJAPANの木曜The NIGHT（2016年11月25日、AbemaTV）[37]- 傳谷、大矢、高見、林

### 配信
- LiveMe[38]、FRESH LIVE、YouTube Liveなど